# Wynjara
Wynjara byla americká death metalová kapela založená v roce 1995 na Floridě. Mezi její členy patřili John Paul Soars (elektrická kytara, ex-Malevolent Creation), Jason Morgan (elektrická kytara, programování automatických bicích, ex-Monstrosity), Brooks Rose (zpěv) a Mike Moreno (baskytara).
V roce 1997 vyšla demonahrávka Mask of Innocence, debutové studiové album s názvem Wynjara bylo vydáno v roce 2000 pod hlavičkou norského nezávislého vydavatelství Nocturnal Art Productions.
Kapela má na svém kontě celkem dvě studiová alba. Není přesně známo, kdy zanikla.

## Diskografie
Dema
- Mask of Innocence (1997)

Studiová alba
- Wynjara (2000)
- Human Plague (2004)